# Аккреция
Аккре́ция (лат. accrētiō «приращение, увеличение» от accrēscere «прирастать») — процесс приращения массы небесного тела путём гравитационного притяжения материи (обычно газа) на него из окружающего пространства.

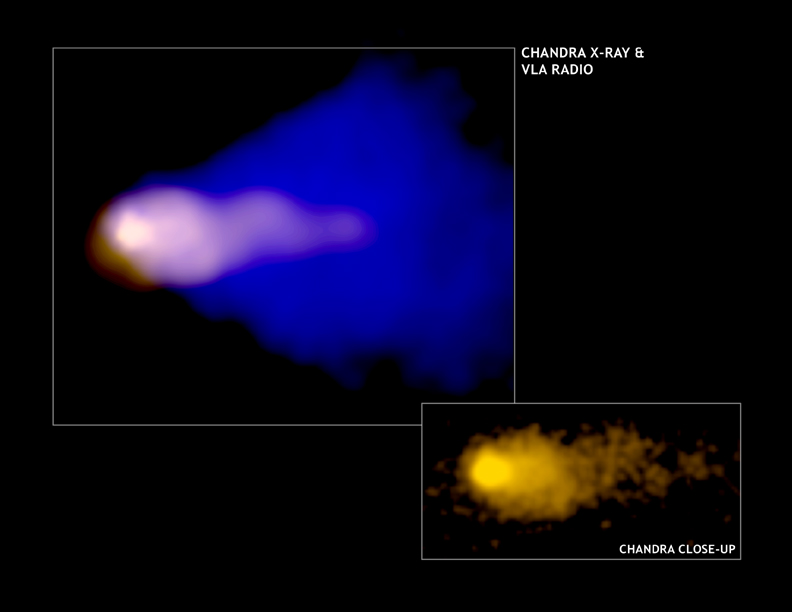
Радиоисточник G359.23-0.82 (Мышь): Пульсар PSR J1747-2958, движущийся со скоростью ~600 км/с через межзвёздный газ. Виден конус ударной волны (радиоизображение, синий цвет) и облака плазмы, разогретые вторичной ударной волной на границе магнитосферы (рентгеновское изображение, жёлтый цвет)

## Аккреция в однородной среде
Для неподвижной относительно тела газовой среды аккреция сферически симметрична. В случае излучающих тел (звёзд) сферически симметричная аккреция газа возможна только при условии, что светимость тела не превышает критическую светимость, то есть гравитационные силы превышают давление излучения тяготеющего тела.
Для движущихся гравитирующих тел аккреция близка к сферически симметричной при скорости движения тела меньшей скорости звука в среде. При сверхзвуковых скоростях движения гравитирующего тела сквозь газовую среду, аккреция на него происходит в конусе, расположенном позади тела (точнее, позади вектора скорости тела) и ограниченном вызванной им ударной волной.

## Аккреция в магнитном поле
При аккреции плазмы на небесное тело, обладающее собственным магнитным полем, механизмы аккреции определяются магнитогидродинамическим взаимодействием плазмы с магнитным полем.
Если давление магнитного поля в окрестностях небесного тела превышает газовое давление аккрецируемой плазмы, то аккреция останавливается на расстоянии альвеновского радиуса, то есть на границе магнитосферы, и направляется на магнитные полюса небесного тела. Необходимым условием аккреции плазмы на магнитные полюса является её проникновение внутрь магнитосферы, которое происходит за счёт развития магнитогидродинамических неустойчивостей типа неустойчивости Рэлея — Тейлора.
Граница магнитосферы (магнитопауза) определяется условием равенства давлений магнитного поля и набегающей плазмы, то есть радиус магнитосферы (альфвеновский радиус {\displaystyle r_{A}}) определяется соотношением:
{\displaystyle {1 \over {8\pi }}B^{2}(r_{A})={1 \over 2}\rho V^{2}(r_{A}),}
где {\displaystyle B} — магнитное поле небесного тела, {\displaystyle \rho } и {\displaystyle V} — соответственно плотность и скорость потока набегающей плазмы.

## Аккреция в тесных двойных системах

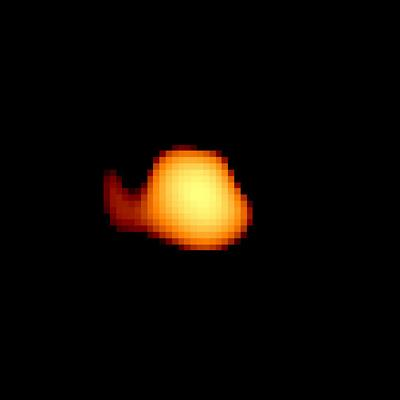
Изображение переменной звезды Миры (омикрон Кита), сделанное космическим телескопом им. Хаббла в ультрафиолетовом диапазоне. На фотографии виден аккреционный «хвост», направленный от основного компонента — красного гиганта к компаньону — белому карлику

В случае двойных систем аккреция существенно асимметрична и может вносить значительный вклад в эволюцию как самой системы, так и её компонентов. Наиболее интенсивная аккреция в двойных системах происходит, когда в процессе эволюции один из компонентов заполняет свою полость Роша, что приводит к перетеканию вещества на соседнюю звезду через внутреннюю точку Лагранжа {\displaystyle L_{1}}. В этом процессе перетекающее вещество образует аккреционный диск, ответственный за многие наблюдательные феномены рентгеновских источников.

## Астрономические феномены, вызываемые аккрецией

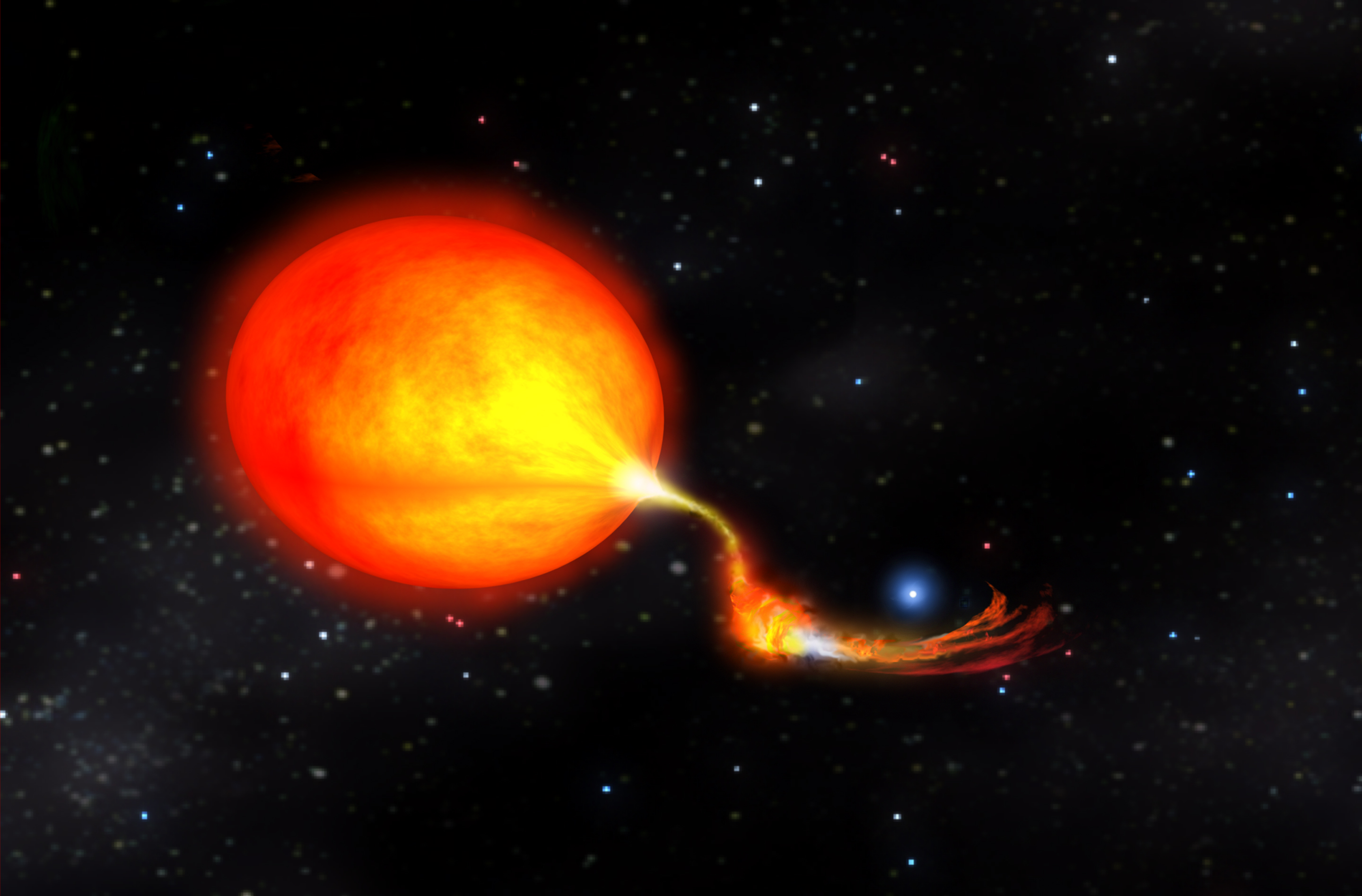
Аккреция вещества со звезды-компаньона на пульсар. Аккрецируемое вещество ускоряет вращение пульсара, делая его миллисекундным

Наиболее интересные явления вызываются аккрецией на компактную проэволюционировавшую компоненту двойной системы.
- Нестационарная аккреция на белые карлики в случае, если компаньоном является массивный красный гигант, приводит к возникновению карликовых новых (звёзд типа U Gem (UG) и новоподобных переменных звёзд.
- Аккреция на белые карлики, обладающие сильным магнитным полем, направляется в район магнитных полюсов белого карлика, и циклотронный механизм излучения аккрецирующей плазмы в околополярных областях вызывает сильную поляризацию излучения в видимой области (поляры и промежуточные поляры).
- Аккреция на белые карлики богатого водородом вещества приводит к его накоплению на поверхности (состоящей преимущественно из гелия) и разогреву до температур реакции синтеза гелия, что, в случае развития тепловой неустойчивости приводит к взрыву, наблюдаемому как вспышка новой звезды.
- Достаточно длительная и интенсивная аккреция на массивный белый карлик приводит к превышению его массой предела Чандрасекара и гравитационному коллапсу, наблюдаемому как вспышка сверхновой типа Ia.
- Аккреция на поверхность нейтронных звёзд с накоплением на её поверхности и образованием вырожденной оболочки (см. вырожденный газ), богатой водородом и гелием, приводит к взрывному термоядерному синтезу. Такие объекты наблюдаются как вспыхивающие рентгеновские источники с периодом от нескольких часов до нескольких дней (барстеры).
- При аккреции на нейтронные звезды, обладающие сильным магнитным полем, давление магнитного поля в магнитосфере нейтронной звезды сравнивается с давлением аккрецирующего потока ионизированного вещества и канализирует поток аккрецирующей плазмы в область магнитных полюсов. Вследствие вращения нейтронной звезды наблюдаемый поток излучения периодичен; такие системы наблюдаются как рентгеновские пульсары.
- При аккреции на чёрные дыры сверхгорячий аккреционный диск наблюдается как рентгеновский источник.